# Islamiska expansionen

Islamiska expansionen (661–750)
Expansion under Profeten Muhammed, 622–632
Expansion under de fyra första, s k rättledda, kaliferna, 632–661
Expansion under det umayyadiska kalifatet, 661–750

Islamiska expansionen, på arabiska Fatah, فتح, är den snabba territoriella utvidgning mellan åren 632 och 750 e. Kr. som den nya religionen islam gjorde. Religionens grundare, profeten Muhammed, hade varit den som enade beduinstammarna inom Arabiska halvön under islam och utbredningen av religionen fortsatte efter hans död år 632 utanför halvöns gränser. 
Den islamiska expansionen utgör inledningen på den muslimska guldåldern. Den kallas också muslimska expansionen och arabiska expansionen. Den muslimska guldåldern är den kulturella och vetenskapliga dominans som följde de militära erövringarna och som brukar anges vara från 700-talet till mitten på 1200-talet.
Under det första århundradet efter Muhammeds död expanderade riket snabbt under de fyra första kaliferna, och sen umayyaderna. Riket växte långt utanför arabiska halvön västerut över Nordafrika och långt upp på Iberiska halvön och österut ända till Indiska halvön över Mellanöstern och Centralasien. Abbasiderna övertog makten från umayyaderna år 750 och expansionen avbröts i öst och väst, även om enklaver uppstod under kortare tid till exempel i södra Frankrike kring fortet Fraxinet och i södra Italien och på Sicilien på 800-talet. Expansionen fortsatte delvis söderut över Sudan och Östafrika även efter 750-talet.

## Bysantinska riket
Se även Arabiska erövringen av Egypten
Den muslimska expansionen ledde till sasanidernas fall och stora territoriella förluster för Bysantinska riket. Orsakerna till den nya aktörens framgångar anses vara att både Bysans och sasaniderna var ekonomiskt och militärt utmattade efter att ha stridit mot varandra i årtionden. Det anses också att andra religiösa folkslag, till exempel judar och kristna i sasanidernas områden och judar och monofysitister i bysantinska områden, välkomnade erövrarna vilket underlättade maktövertagandet.
Under de fyra första kaliferna erövrades Persien år 633, Syrien år 637, Armenien år 639 och delar av Nordafrika 652. Bysans hade inte full kontroll över Nordafrika som härjades och delvis kontrollerades av visigoterna. Dessa kom in över Nordafrika via Iberiska halvön.
År 661 mördades den fjärde kalifen Ali ibn Abi Talib och Muawiya I grundade den umayyadiska dynastin. Han menade att han och den fjärde kalifen hade en överenskommelse att dela riket efter Slaget vid Siffin och utropade sig till ledare över den muslimska världen.
Umayyaderna intog resten av Nordafrika 665. Bysantinska rikets huvudstad Konstantinopel belägrades av umayyaderna år 717-718 och Kaukasiska Iberien förlorades slutgiltigt år 736. Bysantinska riket behöll dock herraväldet över havet, inte minst tack vare användandet av grekisk eld.

## Iberiska halvön och Septimania
Se även Arabiska erövringen av Iberiska halvön 
Erövringen av Iberiska halvön inleddes när morer, det vill säga berber som precis konverterat till islam, och en mindre andel araber, invaderade det visigotiska Spanien år 711. Morerna, en styrka på 10 000-15 000 man, gick i land vid Gibraltar under ledning av Tariq ibn Ziyad. År 712 vann muslimerna ett avgörande slag mot visigoterna och avancerade sedan ända upp till Pyrenéerna de följande åtta åren. Det antas idag att den första styrkan enbart var ute på ett av många mindre plundringståg, och att invasionen fortsatte när visigoterna enkelt besegrades. Den teorin stöds av att invasionen leddes av en berber och att umayyadernas ledare i Nordafrika Musa bin Nusair inte anlände förrän året efter invasionen. År 718 stod i stort sett hela Iberiska halvön under muslimskt styre, det var bara baskiska områden i nordväst som inte erövrades.
Mellan åren 719 och 720 kontrollerade muslimerna även Septimania, ungefär dagens Languedoc-Roussillon, men förlorade området efter förlusten vid slaget vid Toulouse, efter en belägring av Toulouse år 721.
Området kallades Al-Andalus av araberna och blev först ett emirat under umayyaderna och sen ett självständigt umayyadiskt kalifat, kalifatet Córdoba, efter abbasidernas maktövertagande.

## Sasaniderna
Se även Islamiska erövringen av Persien
Mesopotamien erövrades 638 efter två större invasioner år 633 och 636. Militären ville fortsätta in i Persien, men stoppades av kalifen Umar.. Perserna gjorde räder in på de erövrade områdena men till slut krossades den persiska armén i slaget vid Nahavand år 642. Den siste sasanidiske storkungen Yazdegerd III flydde till Kina, men lyckades aldrig samla en ny armé. Hans son Piruz var dock inblandad i flera uppror som följde på muslimernas maktövertagande. I november 644 mördades kalifen Umar av en perser vid namn Piruz Nahavandi som tagits som  slav av araberna. Mordet anses av nationalistiska arabiska historiker vara en del av en persisk komplott Umar ersattes av den tredje kalifen Uthman ibn Affan. Hans regeringstid i Persien präglades av fortsatta uppror och oroligheter, men under hans tid rånmördades Yazdegerd III i Merv år 651 när han ännu var på flykt. I persiska riket inleddes förföljelse på anhängare av den inhemska religionen zoroastrism och eldtempel förstördes eller omvandlades till moskéer.
Den sasanidiska huvudstaden Ktesifon hyste ett av antikens främsta bibliotek. Enligt historikern al-Tabari, skrev befälhavaren Sa'd ibn Abi Waqqas till kalifen Umar ibn al-Khattab och frågade vad han skulle göra med boksamlingarna i palatsen i den sasanidiska huvudstaden. Umar skrev tillbaka: "Om böckerna motstrider Koranen är de blasfemiska, men om de överensstämmer så är det ingen fara." Biblioteket plundrades och alla böckerna brändes eller kastades i Eufrat. På så sätt gick en stor del av perserrikets bokskatter förlorade för eftervärlden.
Under islams första århundraden gjorde iranska grupper flera uppror mot kalifatet som slogs ned. Först på 900-talet lyckades man återta makten under buiderna och samaniderna som återupplivade sasanidiska traditioner och hovceremoniell. Samaniderna gjorde även persiska till administrativt språk.

## Transoxianien och Afghanistan
Efter umayyadernas maktövertagande återupptog de erövrandet av tidigare sasanidiskt land och sökte sig mot landet öster och norr om Persien. Där låg Transoxianien och viktiga handelsstationer längs Sidenvägen och Afghanistan. Efter sasanidernas fall hade området tagits över av iranska och turkiska stammar. År 709 hade muslimerna kontroll över Transoxiana och år 751 hade man nått ända till Kina. Över Afghanistan hade man ännu inte total kontroll men åtminstone en bräcklig fred.

## Sindh
Både de fyra första kaliferna och umayyaderna attackerade Indien, Sindh i nuvarande Pakistan. Det var en del av persiska riket, och norra Indien under rajputernas överhöghet attackerades samtidigt. Enligt traditionen lyckades rajputerna stoppa umayyaderna vid slaget vid Rajasthan år 738, ett slag som är omtalat både av islamska och hinduiska källor men om vilket annars lite är känt.

## Slutet på umayyadernas erövringar
Efter att den andra belägringen av Konstantinopel slutat med seger för Bysans och första Bulgariska riket upphörde vidare försök till expansion i mindre Asien. På Iberiska halvön ses slaget vid Tours i nuvarande Frankrike år 732 som slutet på expansionen i Europa och även i Indien stoppades umayyaderna av rajputerna år 732. Umayyaderna drabbades av interna uppror, bland annat av ett berbiskt uppror i Nordafrika och i öst gjorde Kharijiterna och Zaidi revolt. Det tillsammans med mawaliernas, de icke-arabiska muslimernas, missnöje som andra klassens medborgare bäddade för abbasidernas maktövertagande år 750.